# Jon Watts
Jon Watts (* 28. června 1981 Fountain, Colorado) je americký režisér, scenárista a producent.
V roce 2011 se režijně a producentsky podílel na televizním parodickém zpravodajském pořadu The Onion News Network. Jako režisér debutoval v roce 2014 hororem Clown, ke kterému společně s Christopherem D. Fordem napsal scénář. Příležitostně působí i jako herec, v drobných rolích se objevil ve snímcích I Can See You (2008) a Creative Control (2015).

## Režijní filmografie
- 2014 – Our RoboCop Remake (segment „Scene 06“)
- 2014 – Clown
- 2015 – Cop Car
- 2017 – Spider-Man: Homecoming
- 2019 – Spider-Man: Daleko od domova
- 2021 – Spider-Man: Bez domova